# Tolstoy (Dakota del Sud)
Tolstoy è un centro abitato (town) degli Stati Uniti d'America, situato nella contea di Potter nello Stato del Dakota del Sud. La popolazione era di 36 persone al censimento del 2010.
Tolstoy venne progettata nel 1907, e prende il nome da Lev Tolstoj.

## Geografia fisica
Tolstoy è situata a 45°12′28″N 99°36′50″W (45.207684, -99.613783).
Secondo lo United States Census Bureau, ha un'area totale di 0,18 miglia quadrate (0,47 km²).

## Società

### Evoluzione demografica
Secondo il censimento del 2010, c'erano 36 persone.

### Etnie e minoranze straniere
Secondo il censimento del 2010, la composizione etnica della città era formata dal 97,2% di bianchi e il 2,8% di asiatici. Ispanici o latinos di qualunque razza erano il 2,8% della popolazione.